# Присяга (партия)
Присяга гражданское движение (чеш. Přísaha občanské hnutí, PŘÍSAHA) — чешская политическая партия, основанная весной 2021 года, бывшим полицейским Робертом Шлахтой.

## История

### Создание
В конце января 2021 года, о своём вступлении в политику, объявил бывший сотрудник чешской полиции, таможни и бывший шеф «Отдела по борьбе с организованной преступностью» (чеш. Útvar pro odhalování organizovaného zločinu — ÚOOZ) Роберт Шлахта, известный в связи со скандальным обыском, который провела полиция Чехии в здании правительства в июне 2013 года, после которого пало правительства Петра Нечаса. Он обозначил своё гражданское движение Присяга как центристкое и противокоррупционное. Также, он не поддержал введение евро и иммиграцию из стран Ближнего востока.
Первоначально предполагалось, что партия будет называться «Присяга», однако документы на регистрацию подобного названия за пару дней до этого, подал председатель партии «Видение — национальные социалисты» (чеш. VIZE – národní socialisté) Ян Вондроуш, который свой поступок объяснил тем, что по его мнению Роберт Шлахта политический обманщик, который ведёт политическую кампанию без необходимой для этого регистрации. 8 апреля 2021 года, министерство внутренних дел, зарегистрировало новую партию под названием «Присяга - гражданское движение Роберта Шлахты».
В предвыборных опросах, уже в мае, движение преодолело пятипроцентный барьер для прохождения в нижнюю палату чешского парламента.
26 июня 2021 года, прошёл учредительный съезд партии, на котором Роберт Шлахта был избран председателем, первым и вторым заместителем председателя стали бывшие полицейские-коллеги Шлахты Томаш Сохр и Ярослав Пелц.
На парламентских выборах набрали 251 562 (4,68 %) голосов и не прошли в нижнюю палату парламента.

### 2022 год
На муниципальных выборах в 2022 году, движение приняло участие в выборах в 56 муниципальных образованиях самостоятельно или в коалициях с местными объединениями. Лидер движения Роберт Шлахта успешно баллотировался в городской совет Погоржелице. Здесь движение выиграло выборы, получив 41,28% голосов и 9 депутатских мест из 21, однако в конечном итоге оказалось в оппозиции. Движению удалось избрать 53 муниципальных депутата. 
На втором съезде партии в ноябре 2022 года движение сменило название на «Присяга гражданское движение» (чеш. Přísaha občanské hnutí).

### 2024 год
В январе 2024 года было объявлено, что движение примет участие в выборах в европейский парламент в 2024 году в коалиции с партией Motoristé sobě. Лидером избирательного списка станет бывший автогонщик и комментатор Филип Турек.

## Результаты на выборах

### Выборы вПалату депутатов Парламента Чешской Республики
| Год  | Голоса  | Голоса | Изменения | Изменения | Мандаты  | +/-     | Правительство | Примечания            |
| Год  | Голоса  | %      | Голоса    | %         | Мандаты  | +/-     | Правительство | Примечания            |
| ---- | ------- | ------ | --------- | --------- | -------- | ------- | ------------- | --------------------- |
| 2021 | 251 562 | 4,68   | Впервые   | Впервые   | 0 из 200 | Впервые | —             | Не прошли в парламент |

### Выборы вСенат Чехии
| Год  | Первый тур | Первый тур | Второй тур | Второй тур | Мандаты | Мест в Сенате | +/- |
| Год  | Голоса     | %          | Голоса     | %          | Мандаты | Мест в Сенате | +/- |
| ---- | ---------- | ---------- | ---------- | ---------- | ------- | ------------- | --- |
| 2022 | 1 471      | 0,1        |            |            | 0 из 27 | 0 из 81       | ▬   |
| 2024 | 8 099      | 1,0        | 8 614      | 2,2        | 1 из 27 | 1 из 81       | ▲ 1 |

### Выборы вЕвропейский парламент
| Год  | Голоса  | Голоса | Изменения | Изменения | Мандаты | +/-                                       |
| Год  | Голоса  | %      | Голоса    | %         | Мандаты | +/-                                       |
| ---- | ------- | ------ | --------- | --------- | ------- | ----------------------------------------- |
| 2024 | 304 623 | 10,26  | Впервые   | Впервые   | 1 из 21 | Впервые Коалиция с Автомобилисты для себя |